# The Alphabet Killer
The Alphabet Killer è un film del 2008, diretto da Rob Schmidt e ispirato agli omicidi mai risoltisi del cosiddetto Alphabet Killer, avvenuti tra il 1971 e il 1973.

## Trama
Anni 2000: Megan Page lavora nella polizia di Rochester ed è molto perfezionista nel suo mestiere. Quando una bambina viene trovata morta nella vicina Churchville, Megan si accorge che le iniziali del nome e del cognome, come del luogo dell'omicidio, coincidono, e crede di aver a che fare con un serial killer. Comincia frattanto a soffrire di schizofrenia: vede spesso lo spirito della bambina morta, conduce interrogatori sopra le righe ed è sempre più provata, finché viene rimossa dall'indagine e tenta il suicidio.
Dopo due anni di terapia condotti in un centro riabilitativo sotto la direzione di Richard Ledge, un uomo sulla sedia a rotelle, Megan convince l'ex fidanzato e collega Ken a reinserirla nell'indagine come assistente dell'agente Steven Harper. Nel frattempo il killer ha colpito ancora, avvalorando la tesi di Megan: un'altra bambina è stata uccisa, sempre con la coincidenza delle iniziali.
Ben presto la poliziotta ricomincia a dare segni di squilibrio, che vanno via via aumentando. Avviene un terzo omicidio e la polizia dice di aver individuato l'assassino in un ex pompiere freddato mentre nella sua casa teneva in ostaggio la madre e una ragazza. Tuttavia Megan non è convinta della versione fornita, contenente in effetti prove costruite ad arte; dopo ulteriori indagini scopre che le tre vittime frequentavano la chiesa di san Michele.
In seguito a un violento attacco della malattia viene ricoverata in ospedale, da cui fugge, facendosi ospitare dall'amico Ledge. Da lui vede un gatto bianco, i cui peli erano stati rinvenuti sui luoghi dei tre omicidi, scopre che si tratta di un vecchio insegnante di matematica della parrocchia e intuisce la verità. Colta in flagrante da Ledge, il quale si alza in piedi rivelandosi un finto invalido, viene portata sulla riva del fiume Genesee per essere uccisa ma riesce a far cadere il killer in acqua, sparando poi colpi di pistola all'impazzata in preda alla follia.
Nuovamente ricoverata oltre che perseguitata dagli spiriti delle vittime, la poliziotta giura di riuscire a catturare Ledge, mentre questi riceve la comunione in chiesa adocchiando una ragazza.

## Produzione
Il film è stato prodotto principalmente da 4 case cinematografiche: Intrinsic Value Films, New Films International, WideyeCreative Films, e Trick Candle Productions. Gli effetti speciali sono a cura della Autonomous FX, mentre la Metropolis Film Labs e la Moltenlava si sono occupate degli effetti visivi. Le riprese sono state girate a New York. Il budget per la pellicola è stato di circa 2000000 $.

## Distribuzione
- Uscita negli  USA: 4 febbraio 2008
- Uscita in  Germania: 7 febbraio 2008 (Berlin Film Festival)
- Uscita in  Italia: 28 ottobre 2008 (Ravenna Nightmare Film Festival) / 28 ottobre 2009 (uscita in DVD)
- Uscita in  Spagna: 31 ottobre 2008  (San Sebastián Horror and Fantasy Film Festival)

## Accoglienza
Il film nel primo week-end di apertura guadagna 11000 $, per un totale complessivo di 106596 $. Sul sito IMDb riceve 5.2 punti su 10.